# شورشتدت
شورشتدت (به آلمانی: Schwerstedt) یک شهر در آلمان است که در وایمارر لاند واقع شده‌است. طبق سرشمتری سال ۲۰۰۶ شورشتدت ۳۷۰ نفر جمعیت دارد.